# Julius Fischer (Bergbaukundler)

Julius Fischer als Student in Göttingen im Jahr 1876

Julius Fischer (* 30. Juli 1856 in Hildesheim; † 30. Oktober 1916 in Clausthal) war ein deutscher Bergbaukundler, Hochschullehrer und Direktor der Bergakademie in Clausthal.

## Leben und Wirken
Julius Fischer wurde 1856 in Hildesheim geboren und besuchte zuerst hier und später in Osnabrück das Realgymnasium, zu dessen Leiter sein Vater berufen worden war. Nach bestandenem Abitur begann er das Studium der Naturwissenschaften an der Georg-August-Universität in Göttingen, wo er 1876 in die Verbindung und spätere Burschenschaft Holzminda eintrat. 1878 wechselte er an die Bergakademie Berlin, wo er im Mai 1880 das Bergreferendarexamen bestand.
Im Anschluss arbeitete er drei Jahre in Lautenthal, Osnabrück und Dortmund, bevor er seine Bergassessorprüfung ablegte, um dann zu Beginn des Jahres 1885 als Salinen-Inspektor in Schönebeck a. d. Elbe anzufangen, wo er sieben Jahre verblieb. Inzwischen zum Bergrat ernannt, wurde er im Oktober 1892 als Salinen-Direktor nach Artern a. d. Unstrut versetzt, von wo aus er nach weiteren zehn Jahren als Oberbergrat an den Hauptort seiner Wirksamkeit, den Mittelpunkt des Harzer Bergbaus, nach Clausthal berufen wurde.
Dort lehrte er ab 1906 zunächst als Dozent im Nebenamt an der Bergakademie Clausthal Bergbaukunde und Volkswirtschaftslehre, ab 1909 in Nachfolge von Gustav Köhler als planmäßiger Professor. Diesem folgte er gleichzeitig auch im Amt des Direktors der Bergakademie nach. Gleichzeitig mit diesem Erreichen der letzte Stufe seiner amtlichen Laufbahn, wurde Fischer zum Geheimen Bergrat befördert. Diese Stellung behielt er bis zu seinem unvermuteten Tod 1916 inne.

## Ehrungen
- Ernennung zum Geheimen Bergrat
- Roter Adlerorden IV. Klasse[3]
- Preußischer Kronen-Orden[4]